# مرزهای علوم زیستی
مرزهای علوم زیستی یک مجله علمی بررسی شده است که از سال ۱۹۹۶ تأسیس شد و تمام علوم زیستی و پزشکی را پوشش می‌دهد. سردبیر آن سیامک طبیب‌زاده (دانشگاه کالیفرنیا در ایرواین) است. مجله متشکل از سه بخش با حوزه‌های نسبتاً متفاوت است: ویرایش اختصاصی، ویرایش پژوهشگران و ویرایش نخبگان.

## چکیده و نمایه‌سازی
ویرایش اختصاصی این نشریه در پایگاه‌های زیر نمایه می‌شود:
- نمایه استنادی علوم
- اسکوپوس
- مدلاین/پاب‌مد